# Круглое Озеро (село)

Круглое Озеро (укр. Кругле Озеро) — село,
Лысовский сельский совет,
Гадячский район,
Полтавская область,
Украина.
Код КОАТУУ — 5320484103. Население по переписи 2001 года составляло 37 человек.

## Географическое положение
Село Круглое Озеро находится вокруг озера Круглое.
Примыкает к селу Глубокое.

## История
- 1912 — дата основания как хутор Круглый.
- 1920 — переименовано село Круглое Озеро.